# 拉文·迪尔韦格
拉文·拉尔夫·“拉维”·迪尔韦格（LaVern Ralph "Lavvie" Dilweg，1903年11月1日—1968年1月2日），职业美式橄榄球球员和教练、律师、美国政治人物。他曾就读于马凯特大学法学院，并在就读期间效力于马凯特大学金色雪崩橄榄球队，一度入选全美大学橄榄球最佳阵容。
迪尔韦格在1927年至1934年长期效力于NFL球队绿湾包装工，随队获得了NFL三连冠，同时兼职担任律师。他在第二次世界大战期间代表美国民主党被选为威斯康辛州第八國會選區的国会议员，之后还曾任职于美国对外索赔处理委员会。他被视为唐·赫特森之前最出色的端锋，并入选了绿湾包装工名人堂。

## 职业生涯
迪尔韦格在密尔沃基出生并长大，毕业于密尔沃基华盛顿高中，并考入马凯特大学。大学期间，他效力于主教练弗兰克·穆雷治下的马凯特大学金色雪崩橄榄球队。此外，他还在大学篮球队担任中锋，同时是田径队的一名铅球运动员。迪尔韦格是全美最佳端锋，1925年末，他还参加了在旧金山举行的第一届东西部圣殿碗。在迪尔韦格为马凯特大学金色雪崩橄榄球队效力的四年间，球队取得了28胜4负1平的战绩。
在马凯特大学读完两年本科后，迪尔韦格进入马凯特大学法学院学习，并在1927年获得法学硕士学位和威斯康星州律师资格。在此期间（1926年），他曾为职业橄榄球球队密尔沃基獾效力，后者在进入NFL第五年宣告解散。1927年至1934年，迪尔韦格兼职为绿湾包装工效力，他被认为是那一时期NFL最好的端锋，也是助力包装工队获得1929-1931年NFL三连冠的最大功臣之一。在包装工期间，他上午打橄榄球，下午在律师事务所工作。
1934赛季结束后，迪尔韦格宣布退役，全身心投入到法律和其他商业工作中。退役后，他曾担任棒球队绿湾蓝鸟的董事，还曾在大十联盟中担任橄榄球裁判。
迪尔韦格共参加了107场职业橄榄球比赛，其中72场首发。在不完整的纪录中，迪尔韦格共接球23次，接球码数443码，还有12次达阵。迪尔韦格被认为是唐·赫特森之前最出色的全能端锋，连续五年入选全美最佳阵容，其中四次全票入选。他是1920年代NFL最佳阵容的一员，也是该阵容中唯二没有入选职业美式足球名人堂的成员（另一名是亨克·安德森）。1970年，迪尔韦格入选绿湾包装工名人堂。

## 政治生涯
迪尔韦格是富兰克林·罗斯福的忠实追随者，并一直作为民主党人活跃于威斯康星州政坛。1942年7月下旬，在距离选举不到4个月时，作为民主党参选人的迪尔韦格宣布参选国会议员，击败了现任议员约书亚·约翰斯当选为被选为威斯康辛州第八國會選區的国会议员，并在第78届美国国会任职（1943年1月3日至1945年1月3日），但在1944年败给了约翰·伯恩斯，后者自此开始了长达28年的国会议员任期。
迪尔韦格随后在绿湾和华盛顿重操旧业担任律师，并于1961年起担任由时任总统约翰·肯尼迪任命的美国对外索赔处理委员会成员。

## 逝世及家庭成员
1968年初，迪尔韦格与妻子在佛罗里达州度假并拜访好友时病逝于圣彼得堡，彼时距离绿湾包装工著名的“冰碗”仅仅过去了三天时间。
他的孙子安东尼·迪尔韦格（Anthony Dilweg）同样是一名职业橄榄球运动员，后者在1989至1991年期间曾作为四分卫效力于绿湾包装工。